# Enda Kenny

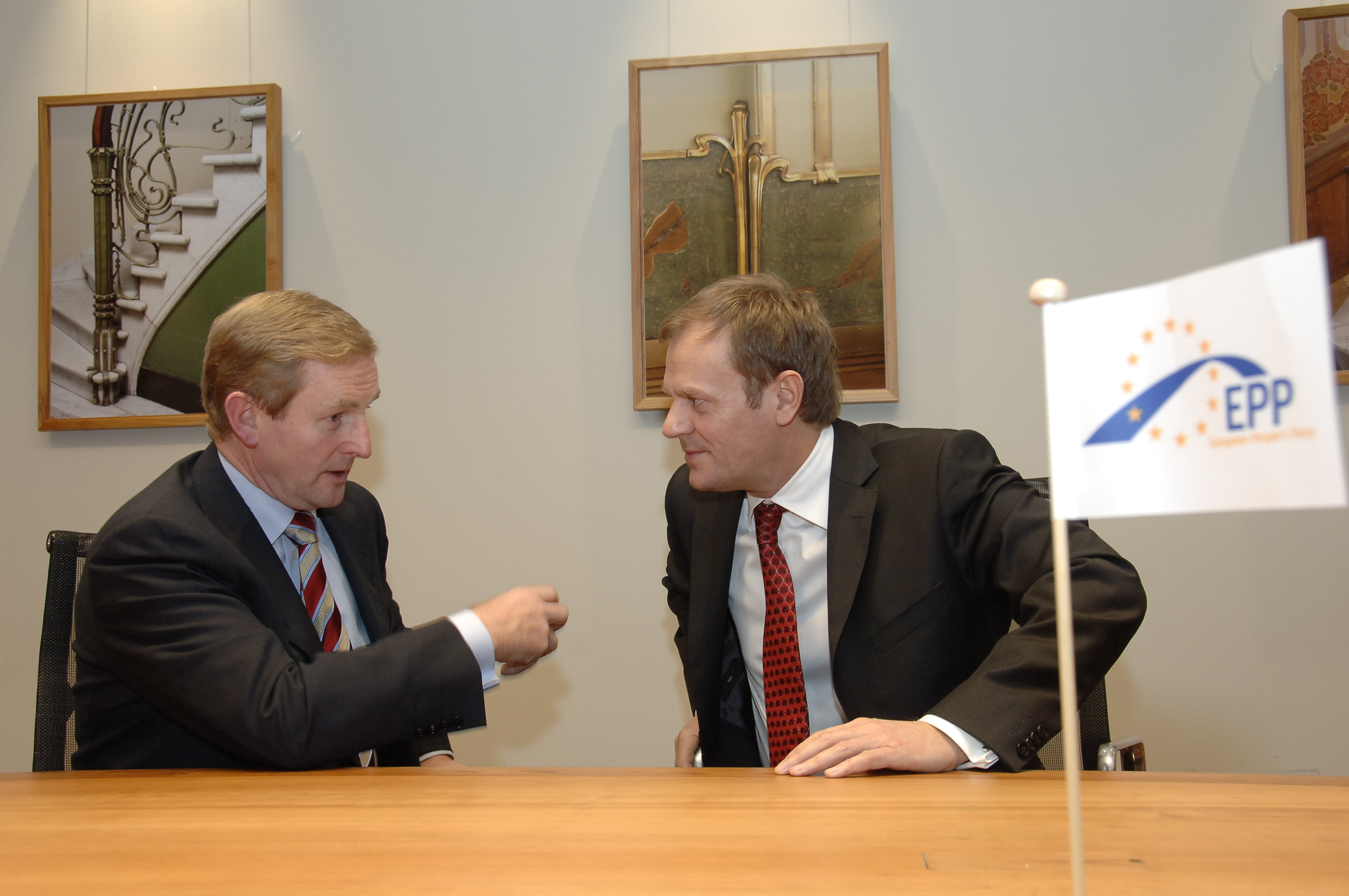
Enda Kenny z Donaldem Tuskiem na szczycie Europejskiej Partii Ludowej w 2007

Enda Kenny, irl. Éanna Ó Cionaoith (ur. 24 kwietnia 1951 w Castlebar w hrabstwie Mayo) – irlandzki polityk i nauczyciel, długoletni Teachta Dála, w latach 2002–2017 lider Fine Gael, od 2011 do 2017 premier Irlandii (taoiseach).

## Życiorys
Kształcił się w St Patrick’s College w Dublinie oraz na University College Galway. Przez cztery lata pracował jako nauczyciel w szkole podstawowej.
Zaangażował się w działalność polityczną w ramach centroprawicowej partii Fine Gael. W 1975 wystartował w wyborach uzupełniających do Dáil Éireann rozpisanych po śmierci jego ojca Henry’ego Kenny’ego. Uzyskał wówczas mandat poselski z okręgu Mayo West. Skutecznie ubiegał się o reelekcję w kolejnych wyborach parlamentarnych w 1977, 1981, lutym 1982, listopadzie 1982, 1987, 1989, 1992, 1997, 2002, 2007, 2011 i 2016.
Od lutego 1985 do marca 1987 zajmował stanowisko ministra stanu w departamencie edukacji oraz departamencie pracy. W latach 1992–1992 pełnił funkcję whipa Fine Gael. Od 15 grudnia 1994 do 26 czerwca 1997 był ministrem turystyki i handlu w rządzie Johna Brutona. W 1996, podczas irlandzkiego przewodnictwa w Unii Europejskiej, kierował unijną Radą Ministrów Handlu. W 2001 ubiegał się o przywództwo w Fine Gael, jednak przegrał z Michaelem Noonanem. Ten ostatni podał się jednak do dymisji w 2002 po przegranej FG w wyborach parlamentarnych (wiążącej się z utratą 23 miejsc w Dáil Éireann). 5 czerwca 2002 Enda Kenny został jego następcą, liderem partii i liderem opozycji w parlamencie. W wyborach parlamentarnych w 2007 Fine Gael pod jego przywództwem zdobyła 51 mandatów (wzrost o 20 miejsc), pozostając jednakże nadal w opozycji.
W wyborach parlamentarnych w 2011 Fine Gael odniosła zwycięstwo, zdobywając 76 mandatów. Nie uzyskawszy większości miejsc w 166-osobowym parlamencie zawiązała koalicję rządową z Partią Pracy, która uzyskała 37 mandatów. 9 marca 2011 Enda Kenny objął urząd premiera Irlandii.
W wyborach parlamentarnych w 2016 kierowane przez niego ugrupowanie ponownie wywalczyło najwięcej mandatów, jednak ich liczba zmniejszyła się do 50. 10 marca 2016 złożył wobec prezydenta Michaela D. Higginsa dymisję, pozostając na dotychczasowym urzędzie. Od końca lutego do końca kwietnia 2016 toczyły się negocjacje nad uzyskaniem większości w parlamencie, pierwsze głosowania w Dáil Éireann nie doprowadziły do reelekcji Endy Kenny’ego. 29 kwietnia 2016 doszło do porozumienia, w ramach którego Fianna Fáil zadeklarowała wsparcie dla mniejszościowego gabinetu Fine Gael.
6 maja 2016 za jego wyborem na urząd premiera zagłosowało 50 posłów FG i 9 niezależnych (m.in. z ugrupowania Independent Alliance), przeciw było 49 deputowanych, zaś pozostali (w tym posłowie Fianna Fáil) nie wzięli udziału w głosowaniu, umożliwiając liderowi Fine Gael ponowny wybór na urząd premiera. W swoim drugim gabinecie przejął również kierownictwo resortu obrony.
17 maja 2017 zrezygnował w przywództwa w Fine Gael z początkiem następnego dnia. 13 czerwca 2017 złożył rezygnację ze stanowiska taoiseacha. Następnego dnia nowym premierem został Leo Varadkar.

## Życie prywatne
Enda Kenny jest żonaty z Fionnualą O’Kelly, pracującą w przeszłości w służbach prasowych Fianna Fáil. Mają troje dzieci.